# 锡日
锡日（法語：Sigy，法語發音：[siʒi] ⓘ）是法国塞纳-马恩省的一个市镇，位于该省东南部，属于普罗万区。

## 地理
锡日（48°28'41"N, 3°10'52"E）面积4.73 平方千米，位于法国法蘭西島大區塞纳-马恩省，该省份为法国北部内陆省份，北起瓦兹省，西接埃松省、马恩河谷省、塞纳-圣但尼省和瓦兹河谷省，南至卢瓦雷省，东南接约讷省，东临马恩省和奥布省，东北接埃纳省。
与锡日接壤的市镇（或旧市镇、城区）包括：多讷马里-栋蒂伊、吕斯泰讷、蒙图瓦地区蒙斯、帕鲁瓦、泰尼西、万佩勒。

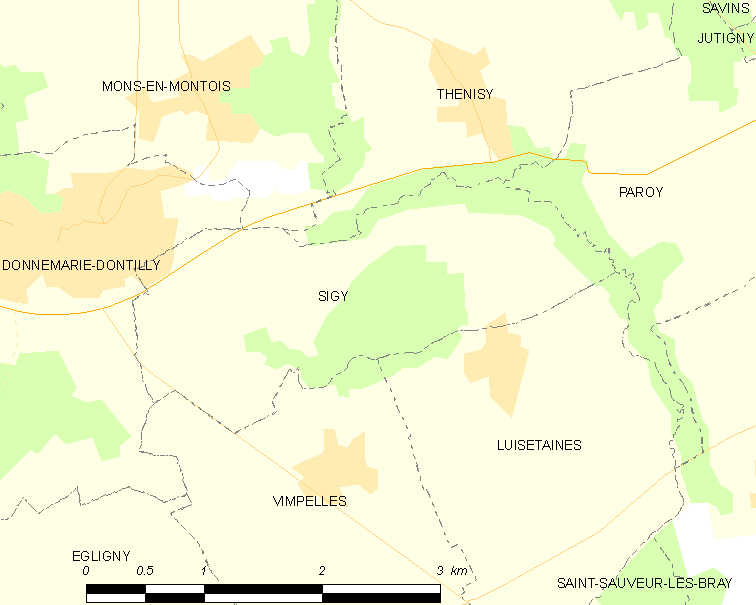
锡日的OSM定位图

锡日的时区为UTC+01:00、UTC+02:00（夏令时）。

## 行政
锡日的邮政编码为77520，INSEE市镇编码为77452。

## 政治
锡日所属的省级选区为普罗万县。

## 人口

1962-2008年间锡日人口变化图示

锡日于2022年1月1日时的人口数量为70人。